# Abdullo Tangriev
Abdullo Tangriev (Surcã Dária, 28 de março de 1981) é um judoca do Uzbequistão que conseguiu uma medalha de prata nos Jogos Olímpicos de Verão de 2008, em Pequim.